# Alexander Iljitsch Ginsburg

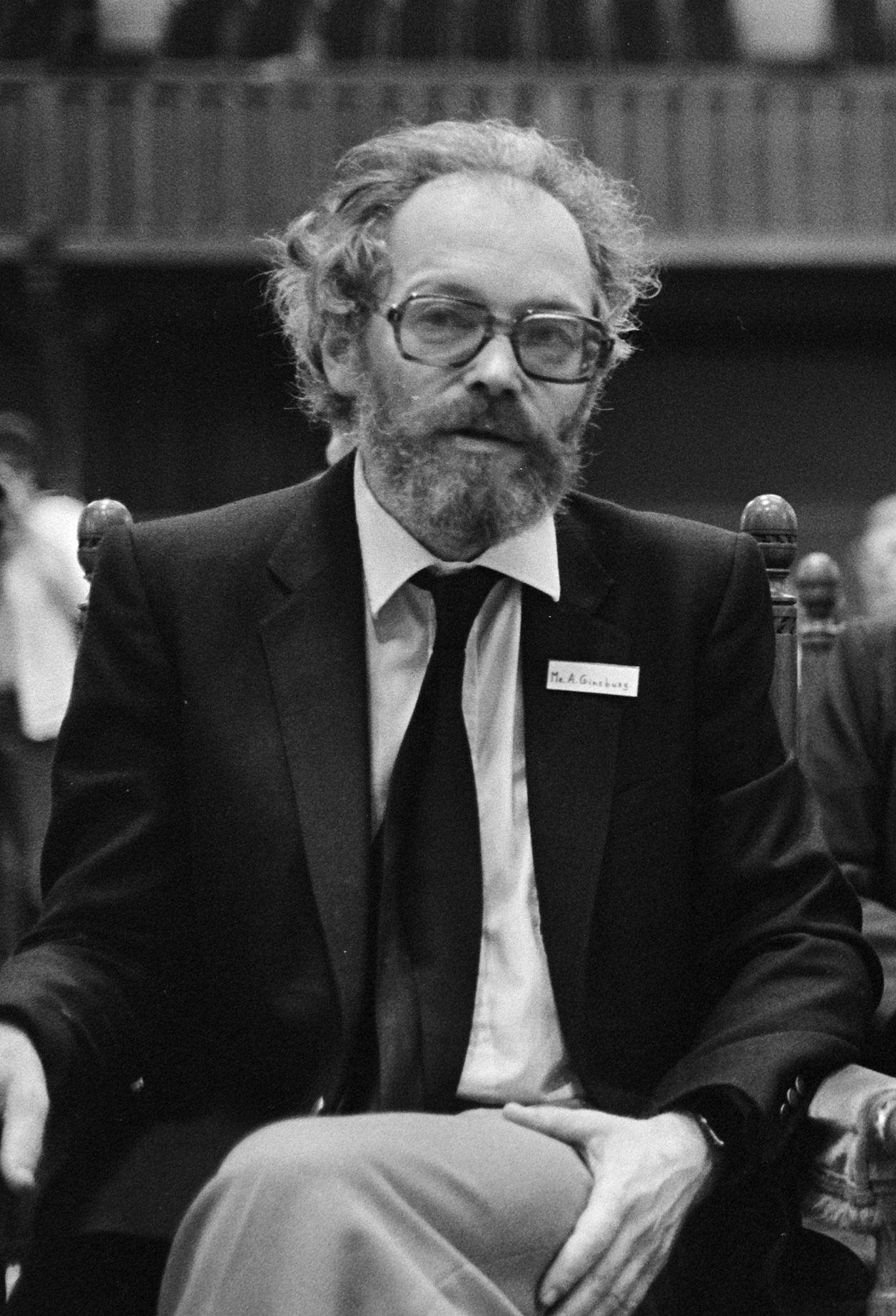
Alexander Ginsburg (1980)

Alexander Iljitsch Ginsburg (russisch Александр Ильич Гинзбург, * 21. November 1936 in Moskau; † 19. Juli 2002 in Paris) war ein russischer Journalist, Schriftsteller, Herausgeber und Bürgerrechtler.
Ginsburg gilt als einer der führenden Dissidenten der Sowjetunion und war Herausgeber der ersten bedeutenden Samisdat-Zeitschrift. Die Behörden warfen ihm antikommunistische Propaganda vor. Er wurde dreimal zur Haft in Arbeitslagern verurteilt: 1960 zu zwei, 1968 zu fünf sowie 1978 zu acht Jahren. Im April 1979 wurde er ausgebürgert und zusammen mit vier weiteren Häftlingen gegen zwei sowjetische Spione ausgetauscht. Nach knapp eineinhalb Jahren Aufenthalt in den USA zog er mit seiner Familie nach Paris.

## Herkunft und Ausbildung
Alexander Ginsburg wurde 1936 in Moskau geboren. Sein Vater Sergei Sergejewitsch Tschischow, der aus dem russischen Landadel stammte, hatte in den 1930er Jahren als sowjetischer Student bei Le Corbusier in Frankreich Architektur studiert; 1936 wurde er im Zuge des Großen Terrors verhaftet und 1937 starb er in der Untersuchungshaft. Seine Mutter Ljudmila Iljinitschna Ginsburg arbeitete nach ihrer kaufmännischen Ausbildung in der Planungsabteilung eines Unternehmens. Alexander wuchs ohne Geschwister auf. Seine Mutter veranlasste, dass in der Geburtsurkunde ihr Name eingetragen wurde.
Er besuchte die Moskauer Schule Nr. 12, auf die auch viele Kinder sowjetischer Kader aus dem Haus an der Uferstraße sowie Kinder von Bewohnern des Hauses der Schriftsteller gingen. 1952 begann er eine Karriere als Schauspieler. Eine der ersten Stationen war das Jugend-Theater in Nowosibirsk, dort begann er zudem mit Regiearbeiten.

## Frühe journalistische Aktivitäten und erster Samisdat
1956 nahm er sein Journalistik-Studium an der Universität Moskau auf. Als Nachwuchsjournalist arbeitete Ginsburg unter anderem in der Redaktion von Moskowski Komsomolez. Er vermied es, für Propaganda-Abteilungen von Zeitungen zu arbeiten, und widmete sich vordergründig unpolitischen Themen wie Sport oder Ballett.
Die engen Grenzen, die die Zensur für literarische Veröffentlichungen setzte, beschäftigte Ginsburg und andere Künstler des nicht-offiziellen Bereichs. 1959 gab er daher erstmals die Zeitschrift Sintaksis (russ. „Синтаксис“) heraus, benannt nach einem Hund aus einer Erzählung von Anton Tschechow. Die Sintaksis war die erste Samisdat-Zeitschrift der Sowjetunion, die eine größere Verbreitung erreichte und auch nachgedruckt wurde. Außerdem war sie die erste inoffizielle Zeitschrift, die mit vollem Namen und der Adresse des Herausgebers erschien, was einen großen Eindruck auf die Leser machte. Damit sollte eine Normalität der Namensnennung demonstriert werden. Die Bedeutung dieser Handlung drückte der Menschenrechtsaktivist Juri Nikolajewitsch Jarym-Agajew mit folgenden Worten aus:
„Eine unabhängige Zeitschrift in der Sowjetunion zu verlegen, war nicht nur unmöglich, sondern kam in der Vorstellungswelt nicht vor. Nachher erschien es so einfach, aber zuvor kam es in der Vorstellungswelt nicht vor und erforderte eine wirkliche Entdeckung.“
Die in der Zeitschrift veröffentlichten Gedichte stammten von unbekannten wie bekannten Lyrikern wie Bulat Okudschawa, Bella Achmadulina und Joseph Brodsky.
Die Iswestija veröffentlichte 1960 über die Sintaksis einen spöttischen Artikel mit dem Titel Die Müßiggänger erklimmen den Parnass.

## Erste Haft
Während der Vorbereitung der vierten Sintaksis-Ausgabe, die nicht mehr erscheinen konnte, verhaftete der KGB Ginsburg im Juli 1960 wegen des Besitzes von „antisowjetischer Literatur“. Die Ermittlungen verliefen lange ohne greifbares Ergebnis. Ginsburg wurde 1960 schließlich der Urkundenfälschung bezichtigt – er hatte rund ein Jahr zuvor für einen Freund eine schriftliche Prüfungsaufgabe gelöst – und zu einer Haftstrafe von zwei Jahren verurteilt; die Anklage wegen des Besitzes „antisowjetischer Literatur“ wurde dagegen fallen gelassen. Die Fortsetzung seines Fernstudiums an der Universität Moskau wurde ihm untersagt. Ginsburg verbüßte seine Haft im WjatLag in der Oblast Kirow und musste dort Holzfällerarbeiten leisten. Am 14. Juli 1962 wurde er entlassen.

## Weißbuch und zweite Haft
Nach seiner Freilassung arbeitete Ginsburg an den inoffiziellen Zeitschriften Sphinx 65 und Phönix 61 mit.
Am 14. Februar 1966 verurteilte ein sowjetisches Gericht die Schriftsteller Andrei Sinjawski und Juli Daniel, weil sie im Westen unter Pseudonym nicht-konforme Literatur veröffentlicht hatten („Tamisdat“). Der Westen kritisierte diesen Schauprozess und das Urteil scharf. Vor diesem Hintergrund stellte Ginsburg gemeinsam mit den Ehefrauen der Verurteilten und einigen ihrer Freunde eine Dokumentation zusammen, die er dem KGB vorlegte und von der er eine Veröffentlichung ankündigte, falls die Urteile nicht aufgehoben werden. Ebenso sprach er mit Abgeordneten des Obersten Sowjets. Ein Exemplar des Manuskripts gelangte in den Westen, wo seine Veröffentlichung angekündigt wurde. Daraufhin verhafteten die sowjetischen Behörden Ginsburg ein weiteres Mal und verurteilten ihn 1968 wegen „Propaganda gegen den Staat“ zu fünf Jahren Arbeitslager.
Die von Ginsburg zusammengestellte Prozessdokumentation erschien 1966 in Deutschland auf Russisch unter dem Titel «Белая книга» по делу писателей Андрея Синявского и Юлия Даниэля und 1967 in deutscher Übersetzung als Weissbuch in Sachen Sinjawskij-Daniel in dem von der antikommunistischen Exilorganisation Bund der russischen Solidaristen betriebenen Possev-Verlag (mit Widmung an Frida Wigdorowa).
Ginsburg verbrachte den ersten Teil seiner Haft im mordwinischen Arbeitslager Potma. Im Sommer 1969 setzte er mit Hilfe von Hungerstreiks die Heirat mit seiner Verlobten Irina Sokolowskaja durch, einer Universitätsdozentin. Als Hochzeitstermin legten die Behörden den 21. August 1969 fest, den ersten Jahrestag des Einmarsches der Warschauer-Pakt-Truppen in die Tschechoslowakei. Ginsburg und Mithäftlingen gelang es wiederholt, Manuskripte und Audioaufnahmen aus dem Lager Potma herauszuschmuggeln, die später im Westen publiziert beziehungsweise gesendet wurden. Die Behörden bestraften ihn dafür mit der Verlegung in die Wladimirowka.

## Menschenrechtsarbeit und dritte Haft
Nach seiner Haftentlassung im Januar 1972 durfte Ginsburg nicht nach Moskau zu seiner Frau und seinen beiden Kindern zurückkehren. Er zog daraufhin ins rund 100 Kilometer entfernte Tarussa. Mittlerweile galt er als einer der führenden Dissidenten. Er wurde Sekretär von Andrei Sacharow, und auch der Literaturnobelpreisträger Alexander Solschenizyn nahm Kontakt zu ihm auf. Nach dessen Ausweisung im Februar 1974 übernahm Ginsburg die Verwaltung des Russischen Gesellschaftsfonds zur Unterstützung der Verfolgten und ihrer Familien (auch: Solschenizyn-Fond), der die Einnahmen aus Solschenizyns Werk Der Archipel Gulag und Spenden sowjetischer Bürger erhielt. Der Fonds unterstützte politische Gefangene der Sowjetunion und ihre Familien. 1976 gehörte Ginsburg zu den Gründungsmitgliedern der Moskauer Helsinki-Gruppe, die über die Einhaltung der 1975 ausgehandelten Menschenrechtsbestimmungen der Schlussakte von Helsinki wachte.
Die sowjetischen Behörden verhafteten ihn am 3. Februar 1977 erneut. Dieses Mal warfen sie ihm Devisenvergehen vor. Per Dekret von Leonid Breschnew wurde die gesetzlich vorgeschriebene Höchstdauer von zwölf Monaten Untersuchungshaft überschritten. Das Gerichtsverfahren gegen Ginsburg begann im Juli 1978 und erregte erneut internationale Aufmerksamkeit. Laut seiner Ehefrau, die das Verfahren verfolgte, wurde Ginsburg mit hohen Dosen Neuroleptika behandelt und konnte daher der Verhandlung kaum folgen. Das Gericht in Kaluga verurteilte ihn zu acht Jahren Lagerhaft. Eine Berufung lehnte das Oberste Gericht der Sowjetunion ab.

## Ausbürgerung und Exil
Kurz nach der dritten Verhaftung bat Ginsburgs Mutter die Mutter des amerikanischen Präsidenten Jimmy Carter, sich für ihren Sohn einzusetzen. Auf Drängen des amerikanischen Präsidenten und seines Sicherheitsberaters Zbigniew Brzeziński begannen Geheimverhandlungen mit Vertretern der UdSSR. Die Unterhändler der Sowjetunion und der USA einigten sich schließlich auf den Austausch von zwei Spionen der UdSSR gegen fünf Gefangene der UdSSR. Ausgetauscht wurden Wladik Enger und Rudolf Tschernjajew, die in den USA zu langen Haftstrafen verurteilt worden waren, gegen Ginsburg, Walentin Moroz, Eduard Kusznezow, Georgi Vins und Mark Dimtschiz.
Am 27. April 1979 wurde Ginsburg ausgebürgert und in die USA ausgeflogen, wovon Irina Ginsburg erst aus einer Radiosendung der Voice of America erfuhr. Anfang 1980 konnte sie mit den beiden leiblichen Kindern in die USA folgen, dem 19-jährigen inoffiziell adoptierten Sohn Sergej Schibatew blieb die Ausreise verwehrt. Ginsburg war zunächst Gast bei Solschenizyn in Cavendish und hielt eine Reihe von Vorträgen in den USA. Außerdem beteiligte er sich weiterhin an der Verwaltung des Solschenizyn-Fonds.
Im Sommer 1980 zog Ginsburg mit seiner Familie nach Paris. Dort übernahm er die Leitung des russischen Kulturzentrums und betätigte sich journalistisch, in erster Linie für die Emigranten-Zeitschrift Russkaja Mysl (dt. „Russischer Gedanke“), sowie als Lobbyist der sowjetischen Dissidentenbewegung.
Ginsburg kommentierte nach dem Zerfall der Sowjetunion von Paris aus die Menschenrechtslage beispielsweise in Tschetschenien kritisch. Die Chancen einer demokratisch-liberalen Entwicklung Russlands betrachtete er skeptisch. Nach 18-jährigen Anstrengungen erhielt er 1998 schließlich, unterstützt durch öffentliche Proteste, die französische Staatsbürgerschaft.

## Veröffentlichungen, Nachlass, Dokumente
- Weißbuch in Sachen Sinjawskij-Daniel. Possev, Frankfurt am Main, 1967.
- Der persönliche Nachlass von Alexander Ginsburg wird in den Hoover Institution Library and Archives an der Stanford University, USA aufbewahrt. Eine detaillierte Bestandsübersicht kann über den Online-Katalog abgerufen werden.[20]
- Ausgewählte Dokumente seiner dissidentischen Tätigkeit in den 1960ern und 1970ern befinden sich im Archiv der Forschungsstelle Osteuropa an der Universität Bremen.